# Alombus fuscipes
Alombus fuscipes är en tvåvingeart som beskrevs av Richards 1962. Alombus fuscipes ingår i släktet Alombus och familjen fritflugor.
Artens utbredningsområde är Tanzania. Inga underarter finns listade i Catalogue of Life.